# Hezhou
Hezhou (en zhuang, Hocouh si; en chino, 贺州市; pinyin, Hèzhōu shì, léase Je-Zhóu) es una ciudad-prefectura en la región autónoma Zhuang de Guangxi, República Popular de China. A una distancia aproximada de 370 kilómetros de la capital provincial. Limita al norte con Guilin, al sur y oeste con Wuzhou y al este con Baise y al este con la provincia de guangdong. Su área es de 11 752 km² y su población total para 2018 superó los 2 millones de habitantes. La lengua local no es el mandarín, sino una variedad de chino hakka.

## Administración
Desde julio de 2016, la ciudad prefectura de Hezhou está conformada de 5 localidades que se administran en 2 distritos,2 condados y 1 condado autónomo.
- Distrito Babu (八步区)
- Distrito Pinggui (平桂区)
- Condado Zhongshan (钟山县)
- Condado Zhaoping (昭平县）
- Condado autónomo Fuchuan Yao (富川瑶族自治县)

## Economía
Su lugar a lo largo de la carretera Gulin-Wuzhou y su ubicación céntrica, cerca a Huanan y Guangdong la convierten en un importante centro de transporte. La silvicultura es una de las industrias más importantes de Hezhou. Más de 6.130 kilómetros cuadrados de tierra están cubiertas de bosques. La energía hidroeléctrica es también importante, con más de 700 megavatios producidos. El mayor recursos mineral es el oro. Otros minerales incluyen el mármol, granito, hierro y aluminio. Los productos agrícolas son el ganado, la leche, las frutas, las verduras, el té y el tabaco.

## Clima
Su temperatura media es de 20 °C.
| Parámetros climáticos promedio de Hezhou (1971−2000) | Parámetros climáticos promedio de Hezhou (1971−2000) | Parámetros climáticos promedio de Hezhou (1971−2000) | Parámetros climáticos promedio de Hezhou (1971−2000) | Parámetros climáticos promedio de Hezhou (1971−2000) | Parámetros climáticos promedio de Hezhou (1971−2000) | Parámetros climáticos promedio de Hezhou (1971−2000) | Parámetros climáticos promedio de Hezhou (1971−2000) | Parámetros climáticos promedio de Hezhou (1971−2000) | Parámetros climáticos promedio de Hezhou (1971−2000) | Parámetros climáticos promedio de Hezhou (1971−2000) | Parámetros climáticos promedio de Hezhou (1971−2000) | Parámetros climáticos promedio de Hezhou (1971−2000) | Parámetros climáticos promedio de Hezhou (1971−2000) |
| Mes                                                  | Ene.                                                 | Feb.                                                 | Mar.                                                 | Abr.                                                 | May.                                                 | Jun.                                                 | Jul.                                                 | Ago.                                                 | Sep.                                                 | Oct.                                                 | Nov.                                                 | Dic.                                                 | Anual                                                |
| ---------------------------------------------------- | ---------------------------------------------------- | ---------------------------------------------------- | ---------------------------------------------------- | ---------------------------------------------------- | ---------------------------------------------------- | ---------------------------------------------------- | ---------------------------------------------------- | ---------------------------------------------------- | ---------------------------------------------------- | ---------------------------------------------------- | ---------------------------------------------------- | ---------------------------------------------------- | ---------------------------------------------------- |
| Temp. máx. media (°C)                                | 13.7                                                 | 14.9                                                 | 18.2                                                 | 24.2                                                 | 28.6                                                 | 31.5                                                 | 33.6                                                 | 33.6                                                 | 31.5                                                 | 27.4                                                 | 22.2                                                 | 17.2                                                 | 24.7                                                 |
| Temp. mín. media (°C)                                | 6.2                                                  | 8.2                                                  | 11.6                                                 | 17.2                                                 | 21.1                                                 | 24.0                                                 | 25.0                                                 | 24.7                                                 | 22.3                                                 | 17.7                                                 | 12.1                                                 | 7.6                                                  | 16.5                                                 |
| Precipitación total (mm)                             | 65.2                                                 | 98.1                                                 | 120.8                                                | 201.2                                                | 281.5                                                | 230.6                                                | 162.9                                                | 167.6                                                | 68.5                                                 | 78.1                                                 | 46.0                                                 | 37.5                                                 | 1558                                                 |
| Días de precipitaciones (≥ 0.1 mm)                   | 13.1                                                 | 15.0                                                 | 18.4                                                 | 18.7                                                 | 20.0                                                 | 18.6                                                 | 15.2                                                 | 15.8                                                 | 9.6                                                  | 8.4                                                  | 7.6                                                  | 7.6                                                  | 168                                                  |
| Fuente: Weather China                                |                                                      |                                                      |                                                      |                                                      |                                                      |                                                      |                                                      |                                                      |                                                      |                                                      |                                                      |                                                      |                                                      |

## Tal vez te interese
- Hezhou nombre antiguo de Linxia.

- Datos: Q572014
- Multimedia: Hezhou / Q572014

- Sitio web oficial (en chino) Archivado el 12 de septiembre de 2015 en Wayback Machine.

1. ↑  «郵遞區號查詢 - 郵編庫» [Consulta de código postal]. tw.youbianku.com (en chino). 2005. Consultado el 25 de enero de 2018.